# Pelekános
Le dème de Pelekános (en grec moderne : Δήμος Πελεκάνου / Dímos Pelekánou ou simplement Πελεκάνος / Pelekános), est une ancienne municipalité du district régional de La Canée, en Crète, en Grèce. Il a existé entre 1999 et 2010. Depuis la réforme du gouvernement local de 2011, il fait partie du dème de Kándanos-Sélino, dont il est devenu une unité municipale.
Il était situé dans le sud et à l'ouest de la préfecture de La Canée et basé dans le village de Paleóchora. Selon le recensement de 2001 l'ancien dème avait un total de 4 259 habitants et une superficie de 166 678 hectares.